# 韩国财阀
韩国财阀（韩语：／ Jaebeol，發音：[tɕɛbʌɭ] ⓘ）为大型綜合企業集團，主要由家族企业发展起來，後形成大集团公司與跨國企業。在這種企業集團中，通常由一位擁有最大權勢的領導者，來控制整個集團的發展。家族控制和多元化经营是财阀最主要的两个特征。此外，韩国财阀还有规模大，具有超强经济实力，依靠外部资金，家长式管理哲学，以及与政府关系密切等特点。:6
许多韩国财阀像三星集团、现代集团、LG集团、SK集团等都是世界知名大型跨国公司，在韩国经济中扮演着非常重要的角色。2010年，仅三星集团的销售额就占到韩国GDP的22.1%。财阀在韩国政治中也扮演着重要角色。现代集团创始人郑周永曾为汉城成功申办1988年奥运会立下汗马功劳:45。他曾于1989年和1998年访问朝鲜，是首位访问朝鲜和首位越过朝韩军事分界线的韩国企业家:26-27:181。在韩国与苏联建交前后，他多次访问苏联，为两国建交发挥了促进作用:151-154。他还曾在1992年参加韩国总统选举:45。1999年2月成立的现代峨山是现代集团专门从事朝鲜业务的子公司:53。

## 历史

### 起源
朝鲜王朝后期出现的公司，大多数由于缺乏资金、技术或者获得外国资本能力有限而倒闭。不过成立于1896年8月1日的斗山集团却在百余年的历史中例外地生存下来，并发展成为当今韩国的大财阀之一。1995年10月，韩国吉尼斯协会认证斗山集团为韩国最古老企业:8:303-304。
1910年日本吞并朝鲜半岛后，韩国本土企业开始处于增长和受到控制的两难境地。不过一些企业仍然在与日本统治者和日本大企业的合作中保持住自己的所有权和管理权。韩国著名教育家和政治家金承秀的弟弟金渊秀的三洋公司和朴洪锡的和信公司都是这种类型的代表。:9-12

### 形成期
1945年韩国独立后，一个由数千名企业家形成的新兴工商业资本家阶层在韩国发挥着巨大影响力。他们当中的许多在1945年韩国独立到1960年李承晚政府倒台的这一时期，以很快的速度积累了财富，发展成为财阀。这些财阀财富的快速积累与政府对资源和机会的转移是分不开的。政府将日本人留下的财产和外国的援助资金、物资，分配给私人部门，同时还为私人部门提供进口许可证、低息贷款等优惠措施。:12-15

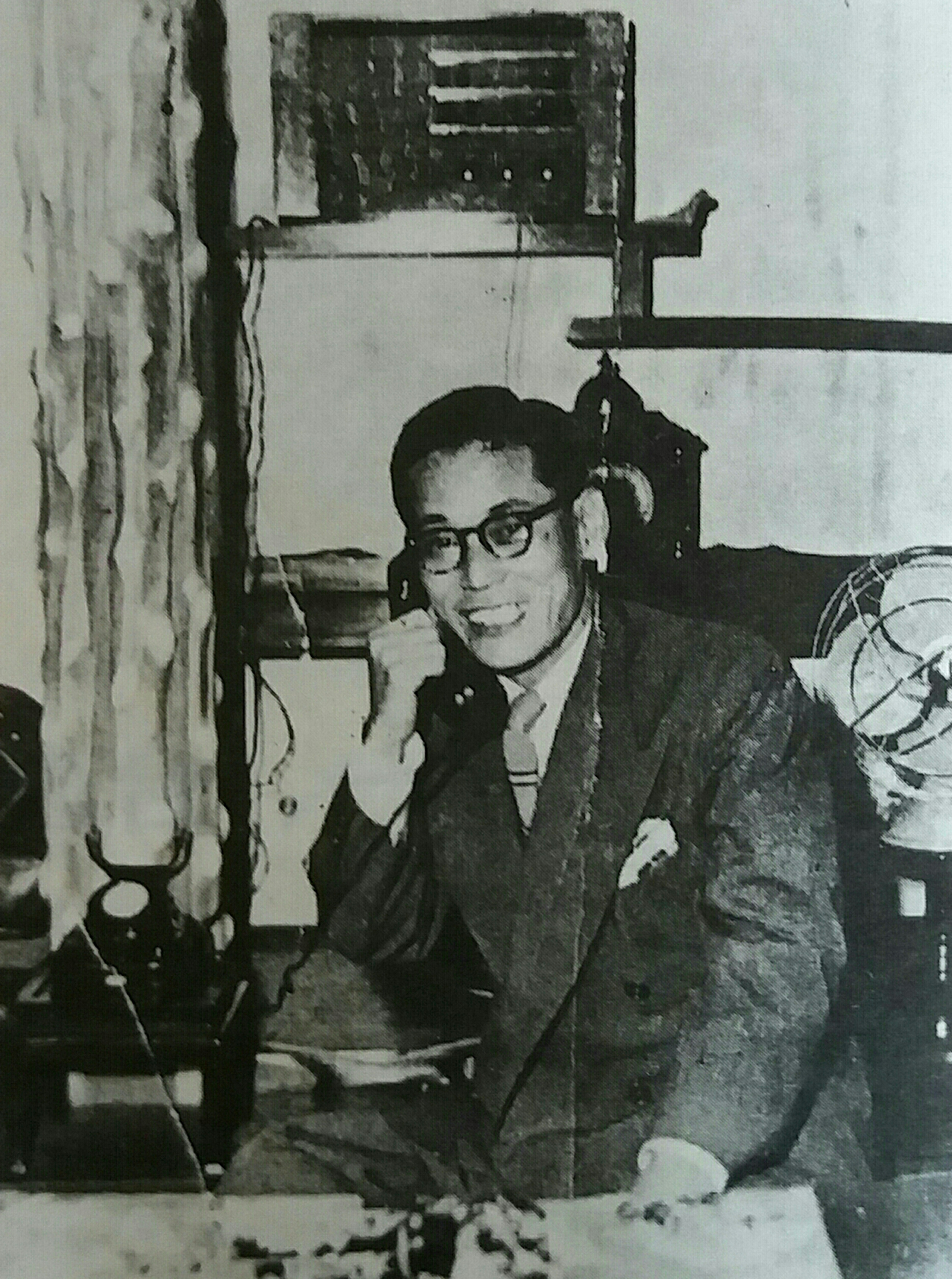
韩国财界之父李秉喆

二战结束后日本人留下的企业、土地、建筑和库存等财产几乎占了当时韩国整个国家30%的财富总量。1948年李承晚政府成立后，只关心政治的李承晚政府将这些日属资产以很低的价格或几乎无偿地出售给支持他的人。既得财产的分配从1948年8月开始一直持续到1957年，出售过程是不公开非竞争性的。有观念将获得既得资产的人定义为政治资本家并与腐败联系在一起。不过也有反对观点认为这种说法过于偏见，因为当时的政府没有选择的余地：首先市场不存在或是极端无效；其次則是证明有能力的企业家很少；再次政府缺乏管理经验；最后信息不容易获取。但是当时的政府为了国家利益必须指派某些人运营工业资产。:15
韩国独立后，众多商品的供应严重短缺，为企业家创造了大量可获利的贸易机会。1945年美国军事管理当局对商品进口许可证的发放是自动的，对商品进口的数量也不加限制，只要申请，任何人都可以得到。几乎所有的大财阀都参与到进口贸易获利。1948年第一共和国成立后，关税从零提高到100%不等，新的进口贸易许可证对进口商品的种类和数量都加以限制。同时政府一直高估本币，只靠数量措施限制进口。本币的高估使进口贸易依然是高获利的活动。1961年，韩国10个最大的财阀有9个都积极参与进口贸易。:16
韩国早期进口所需要的外汇主要是来源与美国和联合国的援助。获取无论是以美元形式还是以原材料形式的外国援助是建设韩国基础工业和成为财阀的重要因素。比如，一旦分到外国援助，受益者只需15%-25%的自有资金就可以建设工厂。这些资金可以通过政府安排长期低息银行贷款来获得。在高通货膨胀率和本币高估的情况下，财阀借助夸大进口商品价格以及把多余外汇投入非法进口或者当地黑市的方式，以比市场汇率低得多的官方汇率买入外汇。众多财阀因此在1961年对非法财富积累的调查中遭到指控。:16-17

### 发展扩张期
1961年，朴正熙发动政变掌握韩国政权后，确立了以出口为导向的外向型发展战略。为促进出口，朴正熙政府选择出口能力比较强的大企业在政策、资金、技术、原材料等领域进行特殊扶植，并根据企业的出口业绩进行巨额补贴和更多的扶植与政策倾斜。政府的这些激励机制，大大提高了企业的出口积极性，同时也获得了快速壮大自我的绝好机会:85-86。
此外，财阀还在国有企业私营化、地产投资、越南战争中获得巨大发展机会。20世纪60年代中期，韩国开始对一些国有企业进行私有化改革。凭借规模上的优势，财阀企业可以轻松地战胜非财阀企业，得到这些具有垄断地位的国有财产。财阀在此过程中还得到包括长期银行贷款，债务消减以及保护其垄断地位等诸多好处:22。地产投资也是财阀快速发展的一个重要途径。通过与政府的关系，财阀可以获得相关地产的内部信息，借助地价的上涨来牟取暴利。许多财阀还从越南战争中获利甚丰。其中，韩进集团垄断了韩国与越南之间的陆路和海上运输。几年后，又从韩国政府手中购得大韩航空，一跃成为韩国最大的财阀之一。其它的财阀建筑企业也在此次战争中获得了可观的利润。:22-23
20世纪70年代，韩国政府开始实施重化工业产业政策。发展重化工产业是韩国第三个五年经济开发计划的重点。1973年，朴正熙政府颁布了《重化工宣言》。为了利用规模经济尽早建立资本密集型中间产品部门，韩国政府选择了一些大财阀作为依靠和大力扶植的对象。那些顺从政府重化工产业政策的财阀在1970和1980年代都获得了政府大量的优惠资源，并取得巨大的增长。现代和大宇就是在韩国政府重化工产业政策下得到迅速扩张的典型。而那些没有按照政府政策进行调整的财阀，比如三星则发展得相对慢些。1975年，三星在韩国各大财阀中排名第一，现代和大宇位居第三和第七；而到1985年，三星的排名已经降到第三，而现代和大宇则上升到第二和第五。:23-24

### 成熟期

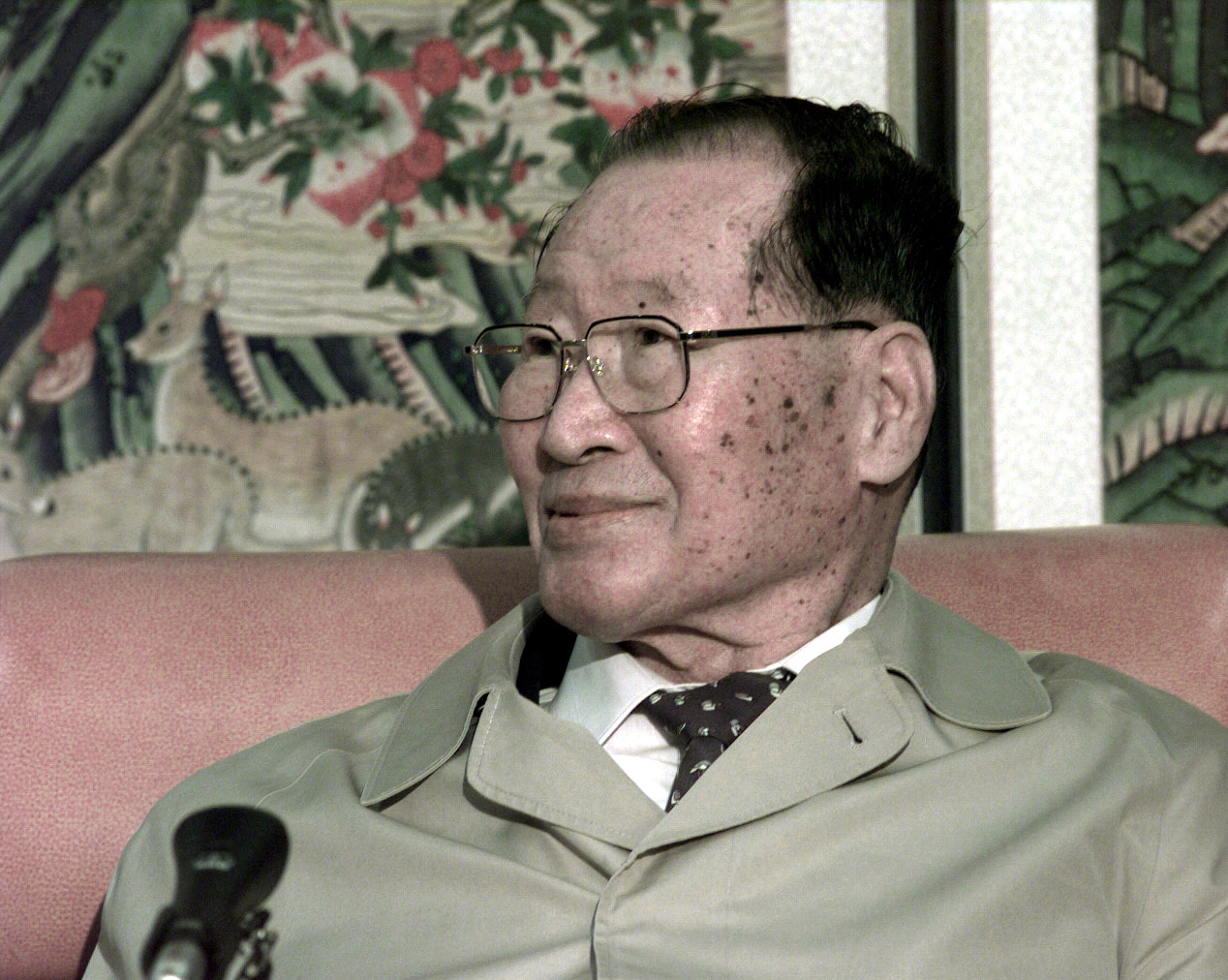
有着“韩国财界总统”和“民间外交家”之称的现代集团创始人郑周永

20世纪80年代，韩国财阀开始进入成熟期。排名前十大财阀的公司变得相对稳定。财阀们的增长几乎不再是依靠横向拓展而是大量的纵深发展:24-25。1983年，韩国50家最大企业集团的营业额达到210.8亿美元，接近当年韩国的国民生产总值的778.3亿美元。1985年，韩国50家最大企业集团的营业额已经超出韩国当年国民生产总值7.3%。1981年和1982年，分别有10家和9家韩国企业进入美国《财富》杂志世界企业500强之列。1985年，三星和现代首次进入世界50大企业之列，分别位居第42位和第44位:37。
随着财阀规模的不断膨胀，越来越多的韩国人意识到少数财阀控制韩国经济的危险性。1980年，韩国政府开始对财阀实施管制政策，大财阀的财务状况，扩张行为以及房地产投资开始受到政府的监控。此外，韩国还颁布了历史上的首部反垄断法《公平竞争法》。从全斗焕政府开始，韩国政府开始减少对市场的干预，产业政策也从过去的战略产业导向逐步转为项目或功能指向性政策。同时，韩国政府开始施行进口自由化，对中小企业更加关注，以培育出更多依靠市场的经济运行机制。不过财阀依然以比国民经济高很多的速度壮大。1979-1985年间，韩国前10大财阀的价值总额几乎翻了一倍。:26
尽管政府开始对财阀进行管制，但财阀依然在许多方面受到政府的保护和支持。 首先，财阀仍然享受许可证的好处。全斗焕政府在1980年采取了所谓的8/20和10/7重化工业重组法令。虽然这些措施没有完全完成，但它们大大提高了韩国重化工产业集中度，使为数不多的大财阀在产业中处在垄断的地位。其次，尽管韩国政府在1983年对商业银行进行私有化改革，但却要求银行经营者的任命要经财政部批准，从而使政府依然保留着对金融资源的控制，并通过对金融资源配给的控制来影响企业的生存与发展。再次，1980年代全斗焕政府的金融自由化政策，允许私人企业进入非银行金融部门（NBFI）。这也使得财阀进入金融领域成为可能。尽管政府对NBFI的股权结构进行限制，但财阀可以通过直接或间接的方式控制NBFI30%以上的股权。NBFI正在代替商业银行成为财阀的主要融资渠道。另外，在韩国政府的支持下，财阀在中东建筑市场获利颇丰。在1980-1985年间，韩国海外建筑业的总收入占到韩国商品出口总额的39.4%。:25-28
1987年，进入美国《财富》杂志世界企业500强之列的韩国公司数目达到13家。1995年，韩国政府启动“世界化战略”，再次进一步推动了大财阀的投资和规模扩张。1995年，韩国最大的30家财阀平均拥有20个子公司，其中最大的5家财阀平均拥有42个子公司。:87

### 调整改革期

原大宇集团总部大楼

1997年亚洲金融危机席卷韩国。许多昔日称为「韩国经济支柱」的大财阀纷纷破产倒闭，包括汉拿(漢拏)、韩宝、真露、三美、海天、高丽、大宇等。“大马不死”的神话由此破灭。为应对金融风暴，韩国政府不得不接受国际货币基金组织（IMF）的金融援助，并按照西方经济的方式对财阀和韩国经济进行大刀阔斧的改革。财阀重组改革的核心内容包括打破财阀家族控制，卖掉非核心企业，实行专业化经营、禁止财阀集团内部子公司相互提供贷款、担保等。:87
1998年1月，金大中政府在与现代、大宇、三星、LG、SK当时韩国的五大财阀达成协议，出台了财阀改革的《公司改革五项任务》和《三项补充任务》。在“5+3任务”这一框架下，金大中政府针对财阀采取了“关闭、帮助和交换”三种应对方式。对于没有希望存活的公司，政府通过破产、变卖、合并以及法庭接管等措施进行关闭。截至1998年6月，共有包括当时韩国第二大财阀大宇集团在内的55家大企业关闭。“大马不死”的神话也随着大宇集团的倒闭而破滅:172。对于那些负债严重但有存活希望的公司，金大中政府则要求债权银行对其实施资金帮助。截至1998年6月，共有83家公司因此受益走上了重组的道路。韩国当时最大的财阀现代集团也在金大中的经济改革中解散、重组:49-50。除此之外，金大中政府还实施了“大规模业务互换”政策，通过将不同大财阀旗下的同行业公司进行合并重组，使大财阀互换业务。此举旨在解决重复投资和企业业务范围过大的问题。
对韩国财阀的改革，在金大中之后的卢武铉政府得到继续，以求建立公正、透明、健康的市场秩序:302:137。不过，财阀在韩国经济中的地位并没有动摇。财阀在韩国经济中仍处于举足轻重的地位，韩国十大财团2012年的资产占到了韩国当年GDP的85%。

## 公司管理

### 管理架构
有些财阀是一个大型公司，而另一些则分裂成由共用名称的独立公司组成的松散联系的集团。即使在后一种情况下，每个集团也几乎总是由同一个家族拥有、控制或管理。
韩国的财阀经常被拿来与日本的“经连会”（日本战前“财阀”的继承者）商业集团进行比较，但它们之间存在一些主要差异：
- 财阀仍然主要由其创始家族控制，而经连会则由一群职业经理人控制。此外，与日本企业相比，韩国财阀更加以家族为基础，也更加注重家族利益。
- 财阀的所有权较为集中，而经连会的所有权则较为分散。
- 财阀更多地成立子公司来生产出口零部件，而日本大型企业则大多转向聘用外部承包商。[12]
- 韩国财阀与日本经连会的主要结构差异在于，韩国财阀没有附属银行来获取信贷。大多数企业在早期严重依赖政府贷款和贷款担保，而且与日本企业相比，它们与政府的关系仍然更为密切。韩国财阀基本上被禁止拥有私人银行，部分原因是为了分散风险，部分原因是为了提高政府在信贷分配等领域对银行的影响力。1990年，政府法规限制了财阀发展独家银行业务，但在20世纪90年代末的连锁崩溃之后，监管有所放松。[來源請求]经连会历来与附属银行合作，为附属公司提供几乎无限的信贷渠道，[12]因此，日本人所熟知的经济问题是“僵尸银行”，而非系统性银行危机。然而，许多最大的经连会已经实现了债务业务多元化，公开发行债券也变得相当普遍。[來源請求]

财阀模式严重依赖于复杂的交叉所有权体系。在家族成员、家族慈善机构以及子公司高级管理人员的帮助下，所有者只需控制三四家上市公司，而这些上市公司又控制着其他控制子公司的公司。这种做法的一个很好的例子就是斗山集团的所有者，他控制着20多家子公司，但只在大约5家公司拥有少量股份。

### 产权
典型的财阀会长在其庞大的保护伞下持有少量股权，但在决策方面却拥有巨大的权力，并控制着所有管理层。例如，三星集团仅持有其旗下上市公司0.5%的股份。这表明法治存在薄弱之处。允许这种持股的方式称为交叉持股，这是一种横向和纵向的结构，可以增强董事长的控制力。

### 职场文化
这些企业集团的典型文化是高度家长式的。公司环境很大程度上由董事长主导，他对下属如同“父亲”。这可以追溯到当时渗透韩国社会的新儒家价值观的形成。财阀老板对待员工的态度可以用“充满爱心”来形容，同时又不失“严厉和责任感”。为了安抚上司，员工们愿意长时间工作，尤其是在周末和节假日。公司郊游和饮酒聚会往往是强制性的，旨在培养员工之间的家庭感和归属感。雇主认为，增强员工之间的共同纽带将转化为公司的繁荣和生产力。其他在西方职场中并不常见的做法包括向员工赠送礼物，以及为寻求恋爱或结婚机会的员工安排约会。
众所周知，集团企业等级森严。因此，个人很少会挑战或质疑其上司的决策。这种动态加剧了以谁当家作主为导向的企业文化，但也可能引发不良后果。例如，韩亚航空214号班机空难就曾引发批评，有人猜测，正是由于文化因素，机上一名飞行员未能中止低速降落，从而偏离了上司的指令。晋升很少以业绩为依据，而是根据年龄和在企业集团服务的时间排序。大多数高管的年龄都远大于员工，这反映出这一点。如果员工在50岁之前未能晋升到高管或高级管理职位，通常会被迫辞职。这同样与韩国儒家文化中的年龄层级结构有关。典型的企业非常强调对公司的忠诚度，这在标准的招聘流程中得到了体现。新员工要经历一场激烈的入职培训，包括参加训练营和唱片公司独特的歌曲等活动，这些歌曲重申了公司的生产目标。

### 出现和膨胀
韩国财阀制度的起源是朝鲜战争的后果。战争造成了巨大的破坏，工业生产陷入停滞，迫使政府印制货币来支付战争费用，并满足联合国军对朝鲜货币的需求。所有这些都引发了大规模通货膨胀。这种通货膨胀导致许多商品价格每六个月翻一番。
政府不得不做出反应，因此在20世纪60年代至70年代期间制定了一项计划，为私营企业提供强有力的财政激励。其中包括政府选择几家家族企业来分配激励措施（进口原材料、商品、银行贷款）。这一举措立竿见影，大多数企业迅速发展壮大。对新兴企业的保护使得它们得以发展壮大，因为市场受到严格监管，阻止了外国公司进入。许多不属于该商业圈的公司认为该系统存在缺陷和腐败。所有财阀都会周期性地爆出腐败丑闻。此类事件表明，发展中国家普遍存在一种“裙带资本主义”。

### 内部市场交易问责
由于政府提供激励措施是为了扶持企业，因此对企业拥有很大的控制权。然而，政府无法确保企业有效、高效地利用这些激励措施。换句话说，没有外部监控系统来监督财阀并确保其有效配置资源。所有企业都进行内部市场交易，包括“企业集团成员企业之间购买和销售中间投入品、提供和接受贷款抵押品以及提供和接受付款担保”。效率存在问题，尤其是在生产和管理方面。因此，财阀体系的透明度并不高。在幕后，企业获得了子公司融资和集团内部交易。这使得它们能够轻松获得贷款来弥补赤字。在1997年亚洲金融危机爆发之前，它们积累了巨额债务，其中许多是隐性的。这给人一种错觉，认为该体系在20世纪90年代一直蓬勃发展。

### 与外国投资者的关系
据国防语言学院外语中心介绍，韩国经济主要依靠出口拉动。韩国是全球领先的出口国之一。此外，韩国股市的投资者大多是外国投资者。在韩国股市的711家上市公司中，约有683家的股票由外国投资者持有。近三分之一的市场价值由外国人拥有，预计这一趋势将持续下去。
由于外国投资者在韩国股市中占据重要地位，它们在韩国财阀集团能否保持财务成功方面发挥着至关重要的作用。外国投资者往往会避开财阀集团，尤其是那些在韩国拥有强大政治影响力的集团，例如三星和现代。投资者不愿投资控制权和所有权差距较大的企业，因为这些公司往往会欺骗股东以获取更高的个人经济利益。这些信息极其有用，尤其是在外国投资者对这些腐败企业集团兴趣不大的情况下，它有助于确定这些企业集团如何仍然受到大力支持。然而，《日本与国际经济杂志》发表的一项研究发现，1997年亚洲金融危机后，外国投资行为模式发生了巨大变化。虽然外国投资者喜欢持有利润和流动性边际较高的大公司的股份，但他们对财阀和非财阀公司都没有表现出特别的兴趣。截至2025年1月，许多财阀企业的外国投资者占比很高，其中三星电子的外国投资者占比高达73% 、现代汽车则50%、SK集团55.8%。尽管如此，财阀仍然能够生存，凸显了它们从韩国政府获得了多少权力和援助。

### “大而不倒”
在1997年亚洲金融危机期间，银行家们担心财阀会破产，所以每次这些企业无力偿还债务时，他们都会允许其展期贷款。许多人不相信财阀会倒闭，也不相信它们借的越多就越安全。
然而，当许多企业在危机中倒闭时，这一理论被证明是错误的。由于这些企业通过债务担保联系在一起，许多公司陷入了连锁反应。专注于产能扩张导致债务在经济增长时尚可控制。然而，当经济停滞时，债务权益比就成了一个巨大的问题。

自金融危机爆发以来，韩国财阀的债务有所减少，受类似危机影响的程度也降低了，这一点在2008年金融危机中得到了体现。然而，随着少数剩余财阀的壮大，它们各自在韩国经济中的比重也越来越大，其中规模最大的财阀（按销售收入计算）占据了韩国GDP的相当一部分。

### 垄断行为
保护主义政策和政府的优待赋予了财阀展现垄断行为的能力。缺乏不受干预的市场意味着“真正的竞争”在韩国变得罕见。尤其是在1997年亚洲金融危机爆发前的时代，韩国民众唯一能买到的产品是财阀生产的产品。因此，韩国的社会结构缺乏对创业精神的欢迎文化。由于韩国80%的GDP来自财阀，市场集中的强度和程度显而易见。其中最大的企业三星独自出口了韩国20%的商品和服务。尽管不再获得政府的财政支持，但这些企业已经实现了如此大规模的规模经济，以至于初创企业或中小企业很难突破高昂的进入门槛。这些规模较小的公司中的大多数最终被财阀收购，从而进一步增强了它们的规模和经济主导地位。近年来，有抱负的韩国企业家日益倾向于全球化扩张。相反，在韩国政府的默许下，财阀也在将资金转移到国外，投资商业企业，尤其是在曼哈顿韩国城。
时至今日，财阀依然在各行各业占据主导地位。关税的降低以及旨在保护韩国企业集团的贸易法规的取消，导致来自海外的竞争加剧。然而，在韩国本土企业中，财阀的市场份额依然保持稳定。最引人注目的是，苹果公司进军智能手机市场，迫使竞争对手三星公司将收入来源从海外多元化。韩国证券交易所上市的50家最大公司中，除3家外，其余均为财阀。尽管财阀仅占韩国劳动力市场的10%多一点，但四大财阀却占据了韩国企业总市值的70%，截至2010年代末，所有财阀合计占据了77%的市场份额。因此，财阀拥有更强的议价能力，并经常采取压榨供应商和消费者的定价策略。通常情况下，供应链下游的企业无法提高足够的利润率来扩张，因此无法实现增长。财阀之间的勾结十分常见。价格操纵行为意味着消费者预期会为大多数商品和服务支付高昂的价格。例如，2012年，三星电子和LG电子曾因合谋提高家电价格而被罚款。

### 政府关系、腐败和滥用权力

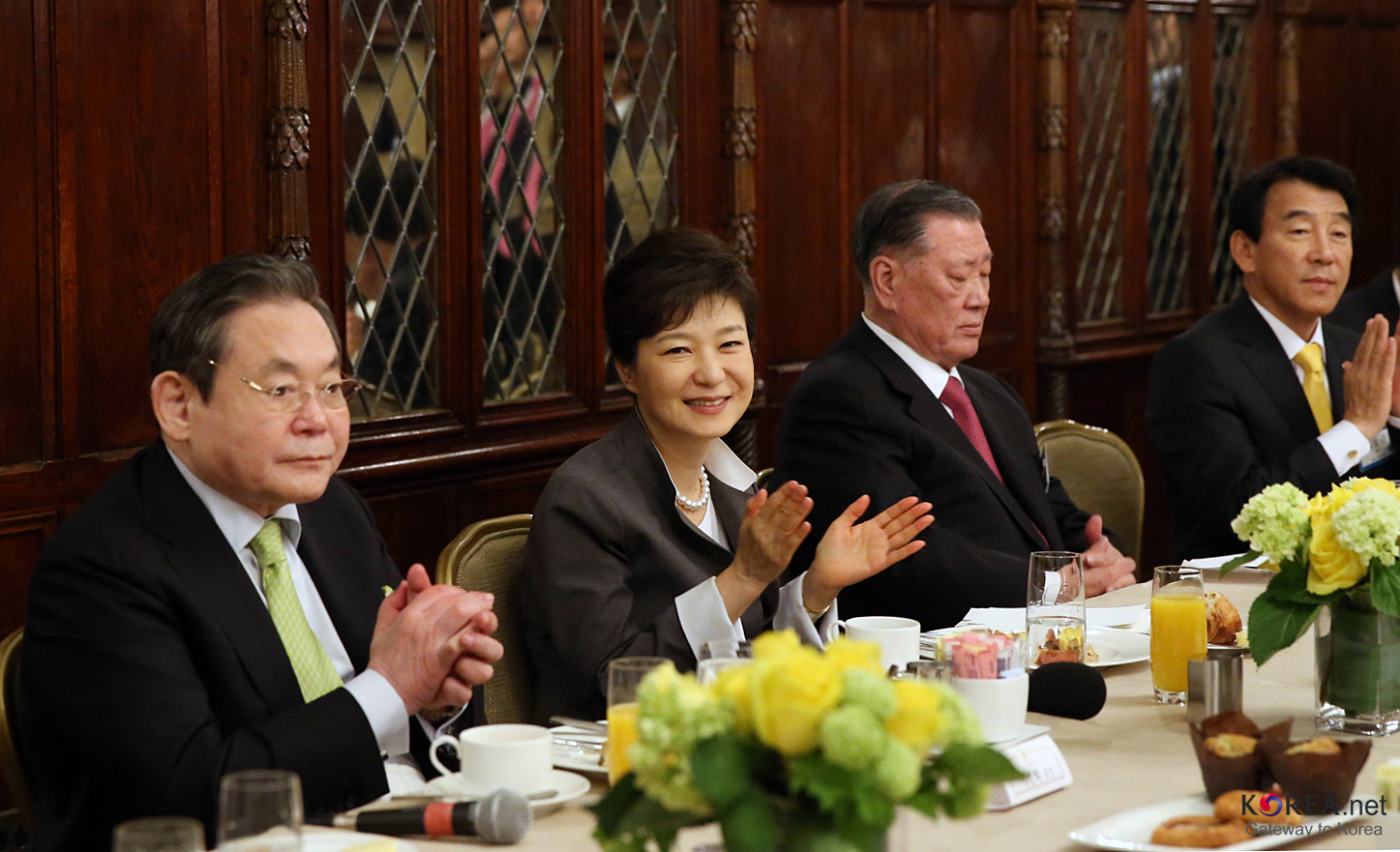
韩国总统朴槿惠与商界巨头李健熙和郑梦九共进早餐

自韩国财阀成立以来，政府一直密切参与其事务。多年来，尤其是在金大中总统领导下，韩国实施的多项改革措施，严厉打击了回扣和优惠待遇。此外，国家不再是任何财阀的多数股东。但这些财阀的庞大规模和财富却被用来扩大影响力。韩国政府在很大程度上认为，财阀的作用对韩国经济至关重要。李明博总统上任后，赦免了三星集团董事长李健熙的逃税罪。随后，李总统开始支持亲财阀的交易，包括与阿布扎比市签订的核能合同，并放宽了禁止这些企业集团拥有金融服务公司的法律。三星集团董事长并非唯一一位免于刑事定罪的财阀董事长。SK集团董事长崔泰源、现代集团董事长郑梦九、韩华集团董事长金升渊和乐天董事长辛东彬均免于刑事定罪。以下是一些因白领犯罪而被指控、定罪或正在服刑的董事长的例子。指控包括贿赂、逃税、会计欺诈、挪用公款和暴力犯罪。财阀董事长通常会被赦免。高管被判入狱的情况罕见，例如SK和CJ集团的CEO，刑期通常相对较轻，最高可达4年，具体取决于指控。
财阀成员与政府勾结，赋予企业优先地位。财阀会通过秘密资金和非法捐款向政客和官僚行贿。这有助于维护政府的权力地位，使其能够获得重大政府项目的合同，并为捐助公司提供优惠待遇。1997年金融危机爆发前的几年里，此类腐败现象屡见不鲜。许多从这种关系中获益的公司负债累累，公司治理不善，效率低下。大量资本涌入，监管也向这些问题公司倾斜。曾是韩国第二大钢铁制造商的韩宝集团就是一个很好的例子。20世纪90年代，该公司与高层政界人士达成特殊协议，以便在竞争对手面前获得大型政府项目的合同。韩宝集团因债务违约以及其他治理问题于1997年破产。许多财阀公司都以这种方式与政府达成了类似的私人协议。这种情况在从事重工业或涉及政府采购和城市规划项目的公司中最为常见。过去，大多数成功的政治选举都是在财阀的支持下赢得的。每当新政府或新政权上台，其政策纲领都会朝着振兴财阀的方向调整。当时的主张是，要打造一个有竞争力的经济体，必须赋予财阀更多权力。近年来，韩国主要政党已将重点从支持大企业转向推动经济多元化。

## 改革
为了应对与财阀相关的影响力、权力和腐败，人们已经提出或颁布了不同的改革措施，尽管人们质疑真正的改革是否可行。

### 国际货币基金组织协议
在金大中执政期间以及1997年亚洲金融危机爆发后，韩国财阀进行了多项改革，其中大部分涉及公司结构、财务报告透明度、削减政府补贴、公司治理和债务稳定。1997年，国际货币基金组织提供了600亿美元的救助贷款，但有条件进行修改。
陷入困境的金融机构将被关闭，而那些被认为可行的机构则将按照其设定的水平进行重组和资本重组。这严重影响了财阀的融资渠道，导致其资产负债表杠杆率过高。宽松的会计惯例和信息披露规则将得到加强，并根据国际惯例进行标准化。因此，透明度将提高到上市公司应有的水平。各大财阀同意接受独立审计师的审计，并有义务定期提供合并财务报表。

### 政府主导的改革与2008年危机
金大中制定了所谓的“公司治理五项原则”。这些措施包括提高经营透明度、强化所有者-经理人问责制、取消集团子公司之间的交叉债务担保、改善资本结构以及整合核心业务。在他的计划中，负债率应低于200%。负债累累或濒临破产的集团子公司被指示进行清算、出售或合并。各集团控股集团必须拆分其子公司和业务，以使其更易于管理。到1997年底，每家企业平均拥有26.8家子公司。人们希望，如果业务减少，剩余业务的质量就能得到改善。许多与核心竞争力无关的分支被迅速剥离。如果任何一家企业集团未能在规定期限内满足条件，就会受到严厉制裁。在2008年金融危机期间，许多此类改革确保了企业集团的快速复苏。由于之前经历过大规模经济衰退，这些企业学会了比外国企业更好地应对。由于资产负债表明显更健康，现金储备更高，这些企业能够避免任何流动性问题。此外，由于子公司数量较少，它们受危机全面影响的风险较小，从而帮助韩国经济得以维持。
卢武铉总统推动了更为广泛的改革。他的政府通过了严格的监管措施，严控会计造假、股票操纵和不规范的财富继承。财阀被迫提高董事会的客观性。与其让内部人士、关联公司或家族成员担任决策者，不如让财阀的代表反映投资者的利益，尤其是那些拥有大量权利的少数股东。因此，财阀更容易通过股权融资，而不是风险更高的债务融资。这是因为新的透明度法律和重组措施增强了海外投资者的信心。

## 法律限制
一些竞争法被通过，试图限制财阀的扩张：
- 财政与工业分离法（：／）：自1982年以来，财阀可能不再拥有银行
- 投资限额法（：／）：直到2009年，通过并购实现的集团增长才有所限制
- 保证限额法（：／）：法律保护财阀附属企业的破产

正式而言，韩国公正交易委员会每年都会根据产业资产规模（不包括金融公司）公布有限的财阀名单。
- 任命：韩国公正交易委员会
- 纳入：产业集团（资产：5万亿韩元及以上）
- 排除：银行及金融集团

保证有限的财阀（：／）。
| 年份                                                                                    | 财阀 | 关联企业 | 资产                                                |
| --------------------------------------------------------------------------------------- | ---- | -------- | --------------------------------------------------- |
| 2007                                                                                    | 62   | 1,196个  | 979.7万亿韩元（根据韩国法律，不包括银行和金融集团） |
| 2008                                                                                    | 79   | 1,680个  | 1,161.5万亿韩元（超过2万亿韩元）                    |
| 2009                                                                                    | 48   | 1,137个  | 1,310.6万亿韩元（超过5万亿韩元）                    |
| 三星集团总资产317万亿韩元，但FTC认定的资产规模仅为174万亿韩元，其中还不包括金融子公司。 |      |          |                                                     |

## 韩国十大财阀列表

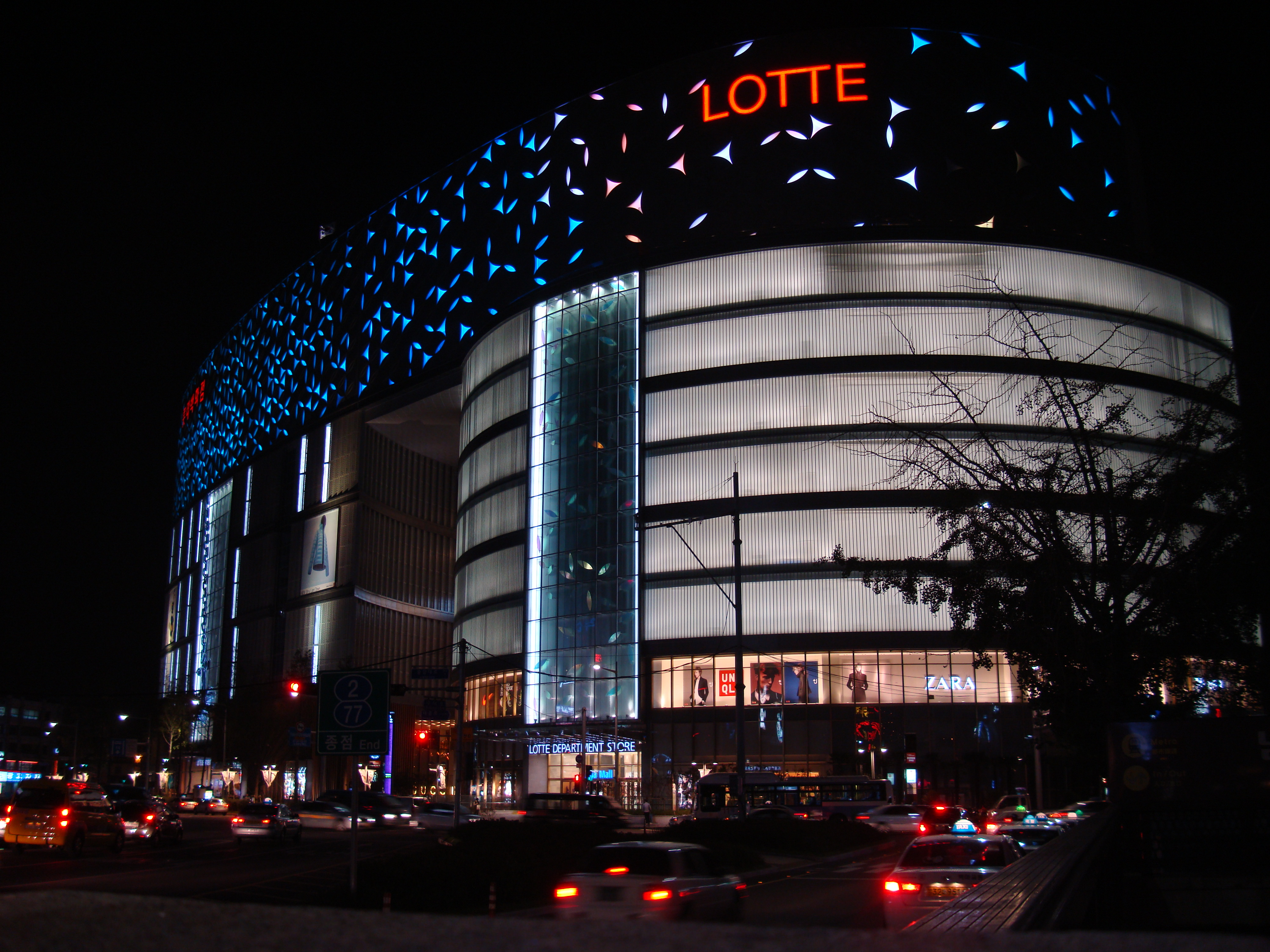
韩国釜山的乐天百货

| 排名 | 1960:20  | 1965:25 | 1975:25  | 1985:25 | 1994:25 | 2012     | 2018     |
| ---- | -------- | ------- | -------- | ------- | ------- | -------- | -------- |
| 1    | 三星     | 三星    | 三星     | LG      | 三星    | 三星     | 三星     |
| 2    | 三湖     | LG      | LG       | 现代    | 现代    | 现代     | 现代     |
| 3    | 凯丰     | 双龙    | 现代     | 三星    | LG      | SK       | LG       |
| 4    | 大韩     | Panbon  | 韩进     | SK      | 大宇    | LG       | SK       |
| 5    | LG       | 三湖    | 晓星     | 大宇    | SK      | 乐天     | 斗山     |
| 6    | 东洋     | 三洋    | 双龙     | 双龙    | 双龙    | 韩进     | 韩进     |
| 7    | 极东     | 东洋    | 大宇     | 韩进    | 韩进    | 浦項鋼鐵 | 乐天     |
| 8    | 大韩玻璃 | 大韩    | 斗山     | 韩华    | 起亚    | GS       | 錦湖韓亞 |
| 9    | 东瑞     | 凯丰    | 东亚建设 | 大林    | 韩华    | 韩华     | 浦項鋼鐵 |
| 10   | 泰昌     | 和信    | 新东亚   | 晓星    | 乐天    | 斗山     | 韩华     |

## 流行文化
与全球许多其他企业集团一样，韩国财阀在大众媒体中也占有一席之地。大量韩剧以财阀及其家族成员为主角。其中一些剧集，包括《商业计划书》、《咖啡王子一号店》、《金秘书为何那样》、《王者之地》和《继承者们》，以喜剧的方式描绘了财阀家族成员的生活方式。然而，其他剧集则将财阀家族成员描绘成物质至上且傲慢自大的人，包括《无辜的被告》、《记住》、《文森佐》、《重生的富人》和《大嘴巴》，反映了韩国巨大的收入不平等和与财阀相关的政治腐败。
此外，许多财阀家族成员纷纷在Instagram和Twitter等社交媒体上发布个人生活片段。一些财阀还参与社交媒体上的热门活动，例如吃播，就像在热门YouTube频道“햄연지 YONJIHAM”上看到的那样。有人认为，这些旨在使财阀人性化的尝试纯粹是出于财务策略。